# Honório Peçanha

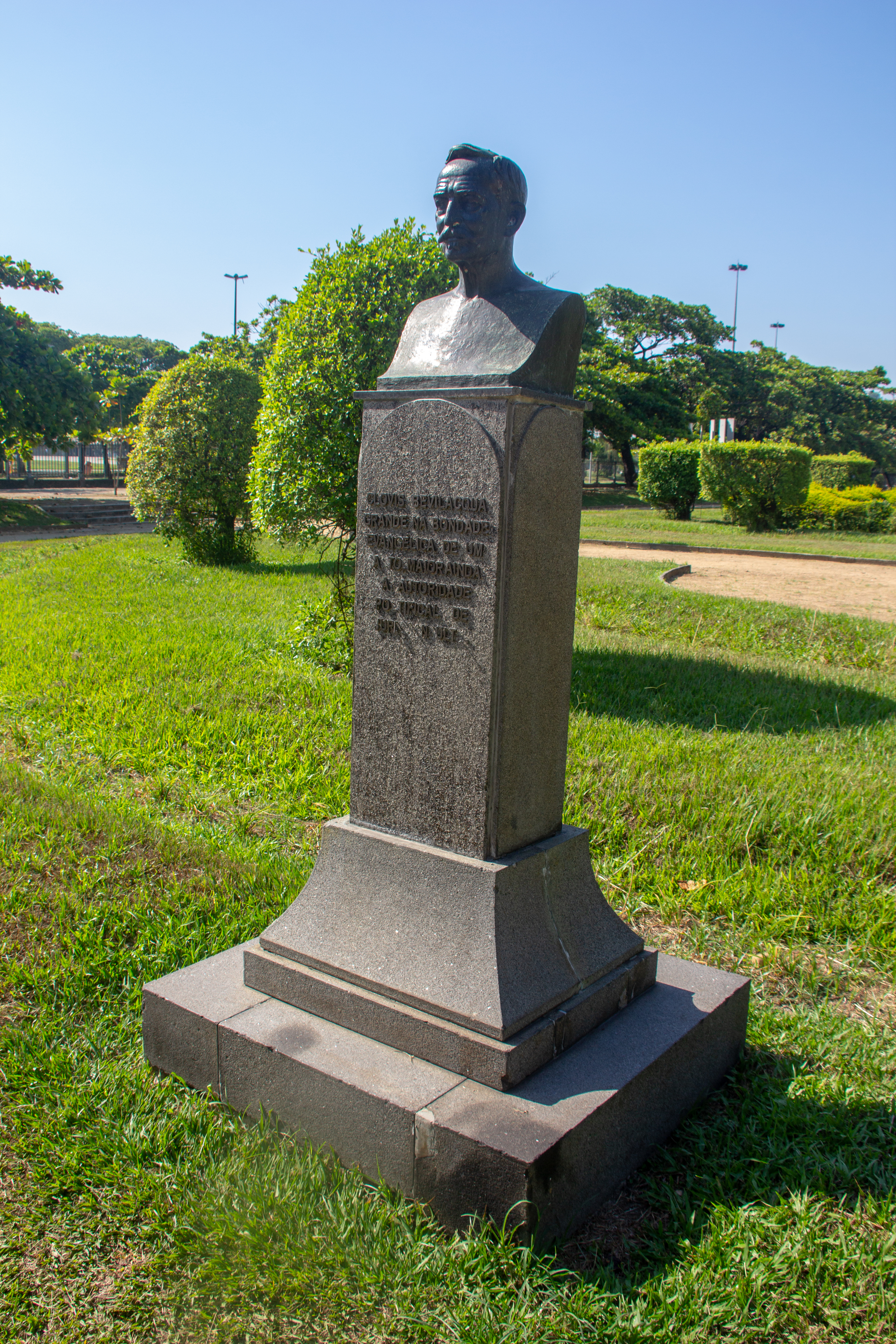
Monumento bustal de Clóvis Beviláqua na Praça Paris, no Rio de Janeiro, feito por Peçanha em 1943.

Honório Peçanha (Cantagalo, 23 de fevereiro de 1907 — Niterói, 16 de junho de 1992) foi um escultor brasileiro conhecido por ser autor da estátua do ex-presidente Juscelino Kubitschek para o Memorial JK de Brasília.

## Formação
Estudou no Liceu de Artes e Ofícios e foi aluno de Modestino Kanto e Eduardo Augusto de Barros, também sendo professor anos depois. Em 1928 estuda na Escola Nacional de Belas Artes sendo aluno de José Correia Lima e Rodolfo Chambelland. Em 1936 viajou para a Europa pela primeira vez e em Paris estuda por dois anos na Académie de la Grande Chaumière sendo aluno de Charles Despiau e Roberto Wlerick.

## Trabalhos
Realizou várias esculturas para a prefeitura de Niterói, como a do almirante Ary Parreiras em 1946, Rui Barbosa em 1949, do bispo Dom José Pereira Alves no mesmo ano, do ex-presidente Nilo Peçanha em 1967 e de Euclides da Cunha. Em 1985 esculpiu a estátua do ex-presidente Juscelino Kubitschek para o Memorial JK com o presidente acenando para a cidade de Brasília. Com a sua escultura "Os Retirantes" obteve o Prêmio Viagem ao Exterior no Salão Nacional de Belas Artes em 1935. Também é autor do busto confeccionado em bronze do ex-governador Celso Peçanha, localizado na entrada do Hospital Regional Darcy Vargas, no município de Rio Bonito .